# Leo Dias
Leonardo Antônio Lima Dias (Rio de Janeiro, 7 de maio de 1975), mais conhecido como Leo Dias, é um jornalista brasileiro. De 2019 a 2023, foi colunista do portal Metrópoles. Atualmente é colunista de seu portal, o Portal Leo Dias, seu canal de TV LeoDias TV e ex-apresentador do Fofocalizando.

## Carreira

### Início na música
Quando era jovem, aos 14 anos, entrou para escola de música. Aprendeu a tocar gaita de fole, zabumba e reco reco, e era destaque em sua escola.

### 1996: Jornais, revistas eblognoYahoo!
Em 1996, Leo Dias teve passagens pelo jornal Extra e pelas revistas Contigo!, Amiga e Chics e Famosos, além do portal Yahoo!, onde teve um blog chamado "Pronto, Falei!". Também atuou como correspondente internacional pela rede portuguesa RTP de rádio.

### 2011–19: Coluna no jornalO Dia
Foi colunista diário do jornal O Dia. Sua coluna era também publicada em versão digital através de seu blog no site do jornal. Sua última coluna foi publicada no Jornal O Dia em 14 de abril de 2019. Na televisão foi repórter do programa Muito+ apresentado por Adriane Galisteu. Dias era apelidado de "homem-bomba" devido a suas matérias explosivas.

### 2013–16: Entrada naRedeTV!, apresentação doTV Famae trabalho na Rádio FM O Dia
Em 2013, foi convidado a integrar o quadro de repórteres do TV Fama na RedeTV!, onde permaneceu até 2016. Em 2014, o autor de novelas Aguinaldo Silva, em sua novela Império, escreveu o personagem Téo Pereira inspirado no jornalista. No mesmo ano se tornou apresentador do programa De Cara, na Rádio FM O Dia, no Rio de Janeiro, ao lado de Dedé Galvão e Antônia Fontenelle, sendo a última substituída por Gominho na mesma atração, em 2015, após sair da rádio.

### 2016–17: Saída daRedeTV!,carreira como repórter noFofocalizandoe apresentação doThe Bate Boca
Em 28 de setembro de 2016, Leo deixa a RedeTV! e vai para o SBT para ser repórter no Rio de Janeiro do Fofocalizando, programa de variedades. Em 13 de setembro de 2017, Leo Dias ingressou na rádio Mix FM Rio de Janeiro como apresentador do programa semanal "The Bate Boca" junto com Valesca Popozuda e Bruno Chateaubriand.

### 2019–presente: Saída doSBT, retorno e saída daRedeTV!e colunas
No dia 12 de abril de 2019, passou a integrar o time de colunistas do portal UOL.
Em 1 de dezembro de 2019, após três anos no Fofocalizando, anuncia sua saída do SBT e seu retorno à RedeTV!, agora na função de diretor executivo do TV Fama.
Em 4 de maio de 2020, pediu demissão da RedeTV!, alegando que sua função na emissora perdeu o sentido. No dia 29 de maio, o jornalista anunciou a sua saída do portal UOL e passou a integrar a equipe de colunistas do jornal online Metrópoles. Em maio de 2023, anunciou sua saída do Metrópoles. Em 17 de fevereiro de 2025 , lançou o canal LeoDias TV. 

## Vida pessoal
O jornalista é homossexual assumido desde os dezesseis anos de idade. Em reportagens, contou que se relacionou e ainda se relaciona com diversos homens do meio artístico, mas o jornalista revelou que eles não são assumidos e que por isso não poderia falar os nomes. Em entrevistas revelou ser usuário de cocaína desde 2001, época em que vivia na Austrália, e que sempre está em tratamento psicoterápico, e de desintoxicação, mas às vezes recai no uso. Contou já ter sido usuário de ecstasy e cannabis durante a adolescência, mas que parou o uso por não sentir mais prazer nestas substâncias. Também revelou ter tido diversas overdoses, e que já gastou cinco mil reais em uma única noite com substâncias psicoativas. É conhecido por ser o Mago das Fofocas, por descobrir tudo o que as celebridades escondem. Em algumas entrevistas contou que expõe muito a sua vida pessoal, pois não pode cobrar a verdade aos artistas se não expuser a sua primeiro.
Em 27 de março de 2019 publicou a biografia "não autorizada" da cantora Anitta, um livro escrito por ele próprio, intitulado Furacão Anitta, que causou polêmica no Brasil inteiro, por revelar detalhes extremamente íntimos da vida da cantora, que é colega de Léo, e pediu para ele não contar mentiras e respeitar sua família.

## Controvérsias

### Danielle Winits
Em 3 de janeiro de 2017, Leo Dias noticiou na sua coluna no jornal O Dia que Danielle Winits mentiu ao dizer que estava grávida e que assim teve atendimento prioritário para embarcar num voo para Nova Iorque. Ao voltar dos Estados Unidos, Danielle foi a sua rede social e respondeu a nota de Leo:
| “ | [...] Leo Dias merece um basta em si mesmo, tamanha falta de respeito para com o próximo. Merece ser amado pelo amor que o falta, pela mentira que o completa, pela incompletude que o cerca. | ” |

Leo então respondeu a crítica de Danielle Winits em sua conta no Instagram: "Essa é Danielle Winits, brigou com a pessoa errada! [...] Tenho testemunhas. Passageiros relataram. Eu não disse que você está grávida. Só que é mais uma mentira que você conta. [...] Ninguém te atura por muito tempo. [...] Olhe pro espelho antes de falar de mim."
O cantor Zezé Di Camargo se pronunciou sobre o caso: “Esse cara (Leo Dias) é um louco, mentiroso” e André Gonçalves, marido de Danielle, compartilhou um vídeo nas redes sociais sobre o assunto. No vídeo ele diz:
| “ | Olá, Leo Dias. Deixa eu te falar uma parada, já que você não respeita ninguém. Já que você mente e inventa um monte de mentira... É o seguinte: não tem processo, eu vou quebrar seus dentes, meu filho!” [...] | ” |

No dia 11 de janeiro, Danielle foi até a 14ª Delegacia de Polícia no Leblon, Rio de Janeiro, para prestar queixa contra o jornalista. Leo Dias também registrou queixa contra André Gonçalves por injúria e ameaça.
A primeira audiência do processo movido contra André Gonçalves aconteceu em 27 de março do mesmo ano, no fórum da Barra da Tijuca, Rio de Janeiro, mas o jornalista Leo Dias não compareceu à audiência. Posteriormente, Leo anunciou no Fofocalizando que o caso havia sido resolvido.

### Anitta
Após anos de amizade, em maio de 2020 Léo publicou uma nota afirmando que a mãe de Anitta havia saído de casa e voltado para o subúrbio por não concordar com os rumos da vida da filha; Anitta acusou o apresentador de estar mentindo e disse que sua mãe tinha ido para um apartamento, após isso a relação de ambos esfriou e ela o acusou de fazer supostas ameaças.
Léo por sua vez, mostrou aúdios da cantora onde ela falava mal de famosos como Marina Ruy Barbosa e pedia para ele postar coisas envolvendo o nome da atriz; ele também revelou que era ela quem contava os "segredos" dos bastidores do mundo dos famosos para o jornalista fazer publicações; outros famosos citados por Anitta eram: Pabllo Vittar, Jojo Todynho, Pocah, Ivete Sangalo, Claudia Leitte, Marília Mendonça, Nego do Borel, Gominho e Preta Gil, ambos que a cantora mantinha alguma relação. Léo também revelou que o livro "Furacão Anitta" foi planejado junto com a cantora, que ainda corrigiu a biografia inteira com aúdios, os quais ele mostrou ao público.
Ambos levaram a justiça.

### Sonia Abrão
Em 2 de abril de 2018, Leo iniciou o programa Fofocalizando anunciando a polêmica envolvendo a revista Veja Rio e a cantora Gretchen. No ocorrido, o Multishow mandou a repórter Daniela Pessoa a Mônaco, onde Gretchen mora, para realizar uma entrevista com ela, porém o título dado a edição da revista surpreendeu negativamente a cantora. O mesmo dizia: "Bumbum Caiu, mas o Cachê Subiu".
Em 28 de abril, durante o quadro "Pra Quem Você Tira o Chapéu?", do Programa Raul Gil, Leo disse que Gretchen havia lhe ligado no dia 31 e pediu para falar ao vivo no Fofocalizando. Conforme ele, após um videoteipe de dois minutos a cantora falaria no programa, mas durante esse tempo a produção de Sonia Abrão também ligou para ela e derrubou a transmissão do SBT. Enquanto Leo levava ao ar outras notícias e esperava a reconexão com Gretchen, a mesma falava no programa A Tarde é Sua.
| “          | Eu vi uma desonestidade. Cada um tem seu espaço. O que é para ser, será. Não será derrubando as pessoas que a gente vai crescer na vida. | ” |
| — Leo Dias | |   |

Durante o programa Morning Show, da rádio Jovem Pan, Sonia disse que não roubou a matéria: "Não tenho culpa se ela [Gretchen] preferiu a gente, se realmente as coisas aconteceram nessas circunstâncias."

### Klara Castanho
Em junho de 2022, o jornalista Léo Dias foi alvo de críticas após divulgar informações sigilosas sobre a atriz Klara Castanho, que havia decidido entregar um bebê para adoção após ser vítima de violência sexual. A exposição do caso gerou forte comoção nacional e levantou debates sobre ética jornalística e privacidade.
Apesar da polêmica, Klara Castanho recebeu ampla solidariedade de artistas, jornalistas e do público em geral, que repudiaram a violação de sua intimidade e destacaram sua coragem diante da situação. A repercussão levou Léo Dias a reconhecer publicamente seu erro e pedir desculpas.

### Neymar Jr.
Em julho de 2025, Léo Dias gerou polêmica ao afirmar que o pai de Neymar Jr. teria pago R$ 80 mil para impedir o vazamento de um suposto vídeo comprometedor envolvendo o jogador. A declaração repercutiu amplamente nas redes sociais e foi contestada por representantes da família de Neymar.
Diante da repercussão negativa e da falta de provas concretas, Léo Dias publicou uma retratação pública em vídeo, reconhecendo que havia divulgado uma informação falsa e pedindo desculpas ao jogador e sua família.

## Filmografia

### Televisão
| Ano                | Título        | Cargo         | Notas                              |
| ------------------ | ------------- | ------------- | ---------------------------------- |
| 2012               | Muito+        | Repórter      |                                    |
| 2013–16            | TV Fama       | Repórter      |                                    |
| 2016–19; 2023–2025 | Fofocalizando | Apresentador  | [ 50 ]                             |
| 2020–22            | Hora do Faro  | Entrevistador | Quadro: "A Fazenda: Última Chance" |
| 2025               | No Alvo       | Convidado     | [ 51 ]                             |

### Internet
| Ano           | Título              | Cargo        |
| ------------- | ------------------- | ------------ |
| 2020–presente | Leo Dias Entrevista | Apresentador |

## Rádio
| Ano           | Título             | Cargo        | Rádio        |
| ------------- | ------------------ | ------------ | ------------ |
| 2015–17       | De Cara            | Apresentador | FM O Dia     |
| 2020          | Tô na Pan          | Apresentador | Jovem Pan FM |
| 2021–presente | Resenha Proibidona | Apresentador | FM O Dia     |

## Livros publicados
- Furacão Anitta (2019)[52]